# Пышкетское (сельское поселение)
Пышке́тское — упразднённое муниципальное образование со статусом сельского поселения в составе Юкаменского района Удмуртии.
Административный центр — село Пышкет.
К 18 апреля 2021 года было упразднено в связи с преобразованием района в муниципальный округ.

## Состав
В состав сельского поселения входили 8 населённых пунктов:
- село Пышкет,
- деревня Порово,
- деревня Деряги,
- деревня Филимоново,
- деревня Истошур,
- деревня Турчино,
- деревня Кельдыки,
- деревня Эшмет.

## Население
| 2007 | 2010 | 2012 | 2013 | 2014 | 2015 | 2016 |
| ---- | ---- | ---- | ---- | ---- | ---- | ---- |
| 1113 | ↘841 | ↘787 | ↘741 | ↘706 | ↗711 | ↘688 |
| 2017 | 2018 | 2019 | 2020 |      |      |      |
| ↘675 | ↘636 | ↘615 | ↘580 |      |      |      |